# Гуарини, Эмиль
Эмиль Гуарини (фр. Emile Guarini-Foresio; 4 октября 1879, Фазано — 13 ноября 1953, Брюссель) — бельгийский инженер итальянского происходжения, изобретатель первой работоспособной конструкции автоматического ретранслятора для радиорелейной связи.

## Биографические сведения
Родился 4 октября (по  ст. стилю) 1879 г. в итальянской коммуне Фазано (итал. Fasano, сиц. Fasanu), регион Апулия, провинция Бриндизи.
15 апреля 1903 г. в г. Брюссель (Бельгия) женился на Léonie Edith Tobiansky. 
Эмиль Гуарини в  1899 г. разработал первый радиорелейный ретранслятор. 
27 мая 1899 г. по старому стилю, Эмиль Гуарини-Форесио подал заявку на патент на изобретение № 142911 в Бельгийское патентное ведомство, впервые описав в ней устройство радиорелейного ретранслятора (répétiteur). В августе и осенью того же 1899 г. аналогичные заявки были представлены Э. Гуарини-Форесио в Австрии, Великобритании, Дании, Швейцарии.
В 1901 году Эмиль Гуарини вместе с Фернандом Понцеле провел серию успешных экспериментов по установлению радиорелейной связи между Брюсселем и Антверпеном с промежуточным автоматическим ретранслятором в Мехелене. Аналогичный эксперимент в конце 1901 года был также проведен между Брюсселем и Парижем.
В 1903 г. Эмиль Гуарини изобрел устройство для автоматической передачи по радио сигнала тревоги при пожаре. В 1905 г. участвовал в электрификации железнодорожного транспорта в Перу. С 1906 по 1909 годы был профессором физики и электричества школы искусств и ремёсел в столице Перу - г. Лима.
В  1929 г. он изобрёл новый цикл охлаждения для рефрижераторов. 
За заслуги в развитии техники стал кавалером ордена Короны Италии.

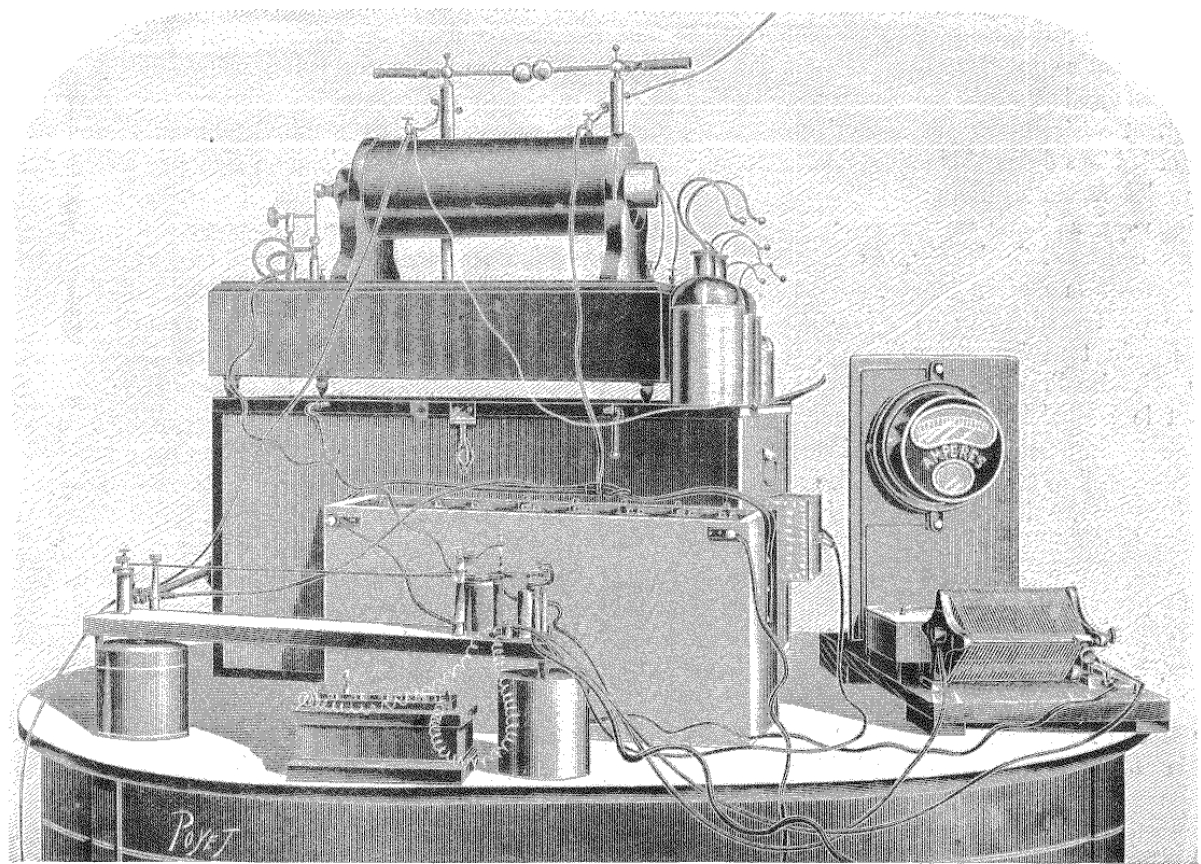
Ретранслятор Эмиля Гуарини

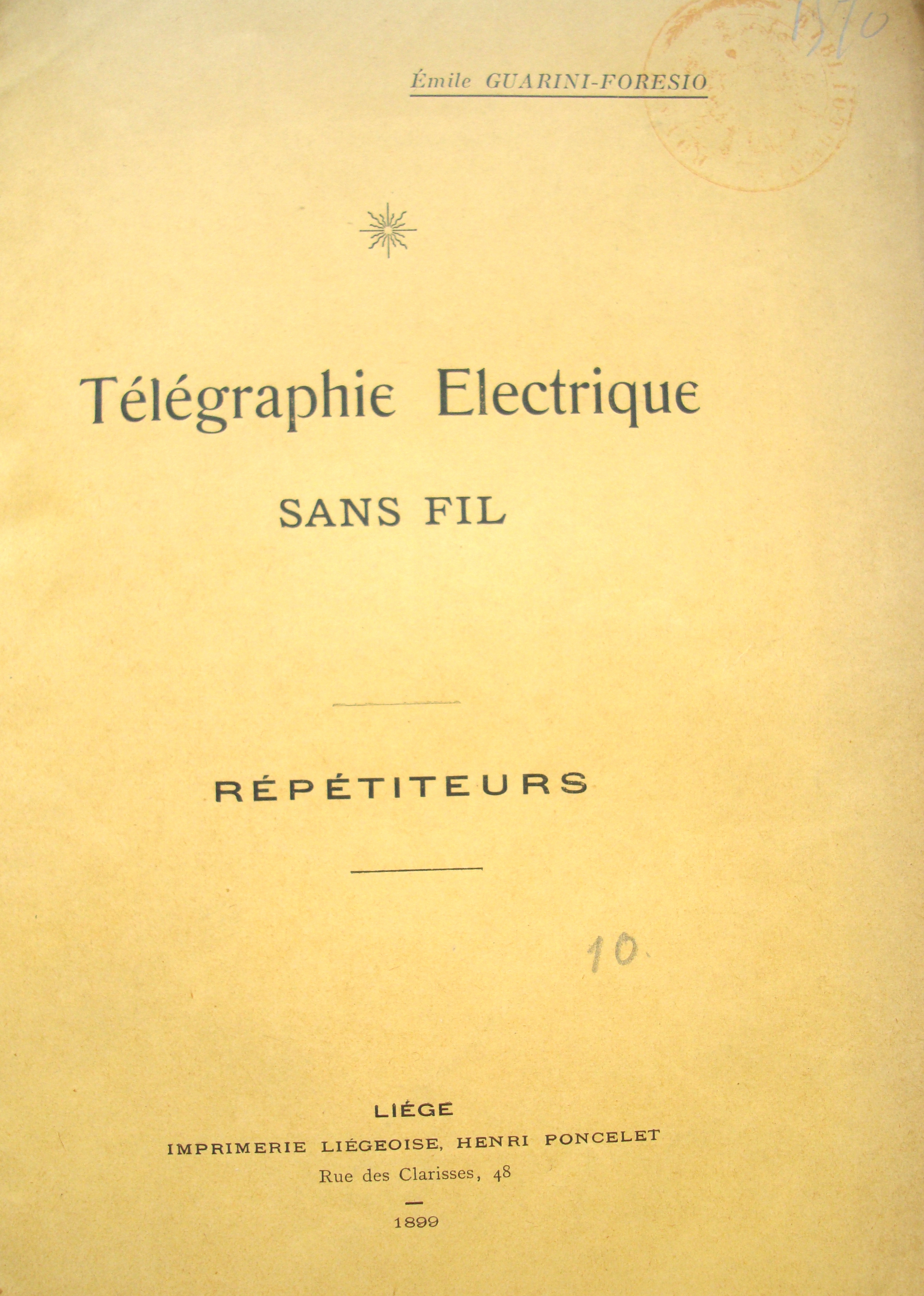
Обложка книги Эмиля Гуарини (1899 г.), в которой описан его радиорелейный ретранслятор

## Основные публикации[2][3]
- Guarini E. 1899, ‘Répétiteurs pour la télégraphie sans fil à toutes distances’, Brevet Belge №142911. 27 mai 1899, Recueil spécial des brevets d’invention. Bruxelles, Ministère de l’Intérieur,
- Guarini-Foresio É. 1899, ‘Télégraphie électrique sans fil. Répétiteurs’. Liége: impr. de H. Poncelet. 16 p.,
- Guarini Foresio Emilio. Télégraphie sans fil. // Le Mois scientifique et industriel: revue internationale d'information. Paris. Octobre 1899. №5. Р. 288,
- Guarini-Foresio E. 1899, ‘Installation pour transmettre l'énergie électrique dans une direction déterminée et pour la recevoir’. - Brevet Suisse № 21413, 21 décembre,
- Guarini-Foresio Emil. Schaltungseinrichtung einer Zwischenstation für Funkentelegraphie. – Österreichische Patentschrift № 11484, Klasse 21a. – Angemeldet am 16. August 1899. – Beginn der Patentdauer: 15. November 1902,
- Guarini-Foresio Emile. Improvements in Apparatus for Wireless Telegraphy. – UK Patent №25591. – Application number GB189925591 (A). – Date of Application (in United Kingdom): 27 Dec., 1899. – First Foreign Application (in Belgium): 27–05–1899. – Accepted: 27 Feb., 1901,
- Guarini-Foresio E. 1900, ‘Improvements in the Method of Transmitting Electric Energy through Ether, and Devices for same’. – UK Patent № 1555. Application number GB190001555 (A). - Date of Application: 24 Jan., 1900. – Accepted: 24 Jan., 1901,
- Guarini Foresio Emilio. Transmission de l'électricité sans fil. – Liege: impr. de H.Poncelet. 1900. 69 p.,
- Guarini-Foresio E. 1903, ‘La télégraphie sans fil, l'œuvre de Marconi: traduit du Scientific American de New-York.’ Bruxelles: Ramlot frères et soeurs. 64 p.k.,
- Il telegrafo in Europa,
- Il telegrafo elettrico,
- Le origini elettriche,
- L'esplosione elettrica,
- L'elettricità in Europa,
- L'opera di Marconi.